# Phylloscartes kronei
Phylloscartes kronei е вид птица от семейство Tyrannidae. Видът е световно застрашен, със статут Уязвим.

## Разпространение
Видът е разпространен в Бразилия.